# Ірникшинська сільська рада
Ірникши́нська сільська рада (рос. Ирныкшинский сельский совет) — муніципальне утворення у складі Архангельського району Башкортостану, Росія. Адміністративний центр — село Ірникші.

## Населення
Населення — 496 осіб (2019, 555 в 2010, 632 в 2002).

## Склад
До складу поселення входять такі населені пункти:
| Населений пункт     | Населення, осіб (2002) | Населення, осіб (2010) |
| ------------------- | ---------------------- | ---------------------- |
| Березовка, присілок | 64                     | 44                     |
| Ірникші, село       | 498                    | 447                    |
| Каракул, присілок   | 48                     | 44                     |
| Князево, присілок   | 22                     | 20                     |